# Poslanica Filipljanima
Poslanica Filipljanima je jedna od knjiga Novoga zavjeta i Biblije. Autor je apostol Pavao oko 62. godine, dok je bio u zatočeništvu u Rimu. Biblijska kratica je Fil.
Opće je prihvaćeno od svih teologa, da je autor poslanice apostol Pavao. Jedino dio teologa smatra, da je mali dio 2. poglavlja (Fil 2,5-11) kršćanski himan, koji je Pavao citirao: "...On, trajni lik Božji, nije se kao plijena držao svoje jednakosti s Bogom, nego sam sebe “oplijeni” uzevši lik sluge, postavši ljudima sličan; obličjem čovjeku nalik, ponizi sam sebe, poslušan do smrti, smrti na križu. Zato Bog njega preuzvisi i darova mu ime, ime nad svakim imenom...".
Poslanica je namijenjena kršćanskoj zajednici u grčkom gradu Filipi u pokrajini Makedoniji, gdje su bili jedni od najranijih kršćana u Europi. Postajalo je veliko prijateljstvo i naklonost između tih kršćana i apostola Pavla. Premda su bili siromašni, pokazivali su veliku spremnost na suradnju, darežljivost i zauzimanje u širenju kršćanstva: "A i vi, Filipljani, znate: u početku evanđelja, kad otputovah iz Makedonije, nijedna mi se Crkva nije pridružila u pogledu izdataka i primitaka, doli vi jedini (Fil 4,15)". 
Filipljani su poslali izaslanika, koji se zvao Epafrodit (kasnije je postao biskup i svetac), da posjeti apostola Pavla, dok je bio zatočen u Rimu. On je donio darove i potrepštine i stavio se Pavlu na raspologanje da ga poslužuje u potrebi. Bio je toliko predan, da se razbolio gotovo na smrt (Fil 2,27), ali je ipak ozdravio. Pavao je iz zahvalnosti napisao ovu poslanicu, koju je u Filipe donio Epafrodit kada se vratio iz Rima. Pun je radosti i zahvalnosti zbog njih: "Zahvaljujem Bogu svomu kad vas se god sjetim. Uvijek se u svakoj svojoj molitvi za vas s radošću molim (Fil 1,3-4)". Piše im kako, zbog njegova zatočeništva, vjernici još više šire Evanđelje. Pavao se ne boji smrti, jer vjeruje u vječni život: "Ta meni je živjeti Krist, a umrijeti dobitak! (Fil 1,21)". Ipak ima dvojbu: "Pritiješnjen sam od ovoga dvoga: želja mi je otići i s Kristom biti jer to je mnogo, mnogo bolje; ali ostati u tijelu potrebnije je poradi vas (Fil 1,24-25)". Poručuje im, da se ponašaju dostojno evanđelja Kristova bio on prisutan među njima ili daleko od njih. Poslat će im svog suradnika Timoteja, a nada se i da će on jednom doći ponovno u Filipe. Na kraju poslanice, šalje im pozdrave.